# دهستان یانگتس
دهستان یانگتس (به لاتین: Yangtse Gewog) یک دهستان در کشور بوتان است که در ناحیهٔ تراشیانگتس واقع شده‌است.